# Eleições presidenciais de 2016 em Cascais

## Resultados oficiais
| Candidato               | Candidato                | Votos   | %               |
| ----------------------- | ------------------------ | ------- | --------------- |
|                         | Marcelo Rebelo de Sousa  | 53 679  | 59,26 / 100,00  |
|                         | António Sampaio da Nóvoa | 19 797  | 21,86 / 100,00  |
|                         | Marisa Matias            | 7 097   | 7,83 / 100,00   |
|                         | Maria de Belém Roseira   | 2 905   | 3,21 / 100,00   |
|                         | Paulo de Morais          | 2 385   | 2,63 / 100,00   |
|                         | Edgar Silva              | 2 357   | 2,60 / 100,00   |
|                         | Vitorino Silva           | 1 205   | 1,33 / 100,00   |
|                         | Henrique Neto            | 895     | 0,99 / 100,00   |
|                         | Jorge Sequeira           | 155     | 0,17 / 100,00   |
|                         | Cândido Ferreira         | 107     | 0,12 / 100,00   |
| Votos Inválidos         | Votos Inválidos          | 1 759   | 1,91 / 100,00   |
| Total                   | Total                    | 92 341  | 100,00 / 100,00 |
| Eleitorado/Participação | Eleitorado/Participação  | 174 658 | 52,90 / 100,00  |

## Resultados por freguesia
Os resultados dos candidatos por freguesia foram os seguintes:
| Freguesia            | %     | %     | %     | %    | %    | %    | %    | %    | %    | %    | Votantes |
| Freguesia            | MRS   | ASN   | MM    | MBR  | PM   | ES   | VS   | HN   | JS   | CF   | Votantes |
| -------------------- | ----- | ----- | ----- | ---- | ---- | ---- | ---- | ---- | ---- | ---- | -------- |
| Alcabideche          | 61,11 | 19,76 | 7,84  | 3,82 | 2,32 | 2,49 | 1,54 | 0,82 | 0,16 | 0,13 | 16 651   |
| Carcavelos e Parede  | 56,69 | 25,08 | 7,70  | 2,83 | 3,06 | 2,34 | 0,99 | 1,06 | 0,13 | 0,10 | 22 617   |
| Cascais e Estoril    | 67,27 | 17,69 | 6,10  | 2,33 | 2,61 | 1,77 | 0,83 | 1,18 | 0,15 | 0,09 | 28 699   |
| São Domingos de Rana | 50,92 | 25,22 | 10,01 | 4,17 | 2,48 | 3,91 | 2,09 | 0,81 | 0,24 | 0,16 | 24 374   |
| Cascais              | 59,26 | 21,86 | 7,83  | 3,21 | 2,63 | 2,60 | 1,33 | 0,99 | 0,17 | 0,12 | 92 341   |

### Alcabideche
| Candidato               | Candidato                | Votos  | %               |
| ----------------------- | ------------------------ | ------ | --------------- |
|                         | Marcelo Rebelo de Sousa  | 9 976  | 61,11 / 100,00  |
|                         | António Sampaio da Nóvoa | 3 225  | 19,76 / 100,00  |
|                         | Marisa Matias            | 1 279  | 7,84 / 100,00   |
|                         | Maria de Belém Roseira   | 624    | 3,82 / 100,00   |
|                         | Edgar Silva              | 407    | 2,49 / 100,00   |
|                         | Paulo de Morais          | 379    | 2,32 / 100,00   |
|                         | Vitorino Silva           | 252    | 1,54 / 100,00   |
|                         | Henrique Neto            | 134    | 0,82 / 100,00   |
|                         | Jorge Sequeira           | 26     | 0,16 / 100,00   |
|                         | Cândido Ferreira         | 22     | 0,13 / 100,00   |
| Votos Inválidos         | Votos Inválidos          | 327    | 1,97 / 100,00   |
| Total                   | Total                    | 16 651 | 100,00 / 100,00 |
| Eleitorado/Participação | Eleitorado/Participação  | 33 482 | 49,73 / 100,00  |

### Carcavelos e Parede
| Candidato               | Candidato                | Votos  | %               |
| ----------------------- | ------------------------ | ------ | --------------- |
|                         | Marcelo Rebelo de Sousa  | 12 571 | 56,69 / 100,00  |
|                         | António Sampaio da Nóvoa | 5 562  | 25,08 / 100,00  |
|                         | Marisa Matias            | 1 708  | 7,70 / 100,00   |
|                         | Paulo de Morais          | 679    | 3,06 / 100,00   |
|                         | Maria de Belém Roseira   | 628    | 2,83 / 100,00   |
|                         | Edgar Silva              | 519    | 2,34 / 100,00   |
|                         | Henrique Neto            | 236    | 1,06 / 100,00   |
|                         | Vitorino Silva           | 220    | 0,99 / 100,00   |
|                         | Jorge Sequeira           | 29     | 0,13 / 100,00   |
|                         | Cândido Ferreira         | 22     | 0,10 / 100,00   |
| Votos Inválidos         | Votos Inválidos          | 443    | 1,96 / 100,00   |
| Total                   | Total                    | 22 617 | 100,00 / 100,00 |
| Eleitorado/Participação | Eleitorado/Participação  | 38 645 | 58,53 / 100,00  |

### Cascais e Estoril
| Candidato               | Candidato                | Votos  | %               |
| ----------------------- | ------------------------ | ------ | --------------- |
|                         | Marcelo Rebelo de Sousa  | 18 974 | 67,27 / 100,00  |
|                         | António Sampaio da Nóvoa | 4 989  | 17,69 / 100,00  |
|                         | Marisa Matias            | 1 720  | 6,10 / 100,00   |
|                         | Paulo de Morais          | 735    | 2,61 / 100,00   |
|                         | Maria de Belém Roseira   | 658    | 2,33 / 100,00   |
|                         | Edgar Silva              | 498    | 1,77 / 100,00   |
|                         | Henrique Neto            | 332    | 1,18 / 100,00   |
|                         | Vitorino Silva           | 234    | 0,83 / 100,00   |
|                         | Jorge Sequeira           | 42     | 0,15 / 100,00   |
|                         | Cândido Ferreira         | 24     | 0,09 / 100,00   |
| Votos Inválidos         | Votos Inválidos          | 493    | 1,72 / 100,00   |
| Total                   | Total                    | 28 699 | 100,00 / 100,00 |
| Eleitorado/Participação | Eleitorado/Participação  | 55 588 | 51,63 / 100,00  |

### São Domingos de Rana
| Candidato               | Candidato                | Votos  | %               |
| ----------------------- | ------------------------ | ------ | --------------- |
|                         | Marcelo Rebelo de Sousa  | 12 158 | 50,92 / 100,00  |
|                         | António Sampaio da Nóvoa | 6 021  | 25,22 / 100,00  |
|                         | Marisa Matias            | 2 390  | 10,01 / 100,00  |
|                         | Maria de Belém Roseira   | 995    | 4,17 / 100,00   |
|                         | Edgar Silva              | 933    | 3,91 / 100,00   |
|                         | Paulo de Morais          | 592    | 2,48 / 100,00   |
|                         | Vitorino Silva           | 499    | 2,09 / 100,00   |
|                         | Henrique Neto            | 193    | 0,81 / 100,00   |
|                         | Jorge Sequeira           | 58     | 0,24 / 100,00   |
|                         | Cândido Ferreira         | 39     | 0,16 / 100,00   |
| Votos Inválidos         | Votos Inválidos          | 496    | 2,03 / 100,00   |
| Total                   | Total                    | 24 374 | 100,00 / 100,00 |
| Eleitorado/Participação | Eleitorado/Participação  | 46 853 | 52,02 / 100,00  |